# Llywelyn ap Merfyn
Llywelyn ap Merfyn (Xe siècle) souverain gallois du Xe siècle qui fut roi titulaire du Powys

Llywelyn est le fils de Merfyn ap Rhodri un des fils de Rhodri qui hérite du royaume de Powys à la mort de son père. Bien que dépossédé rapidement de son royaume par son  frère Cadell ap Rhodri, il porte encore le titre de « roi de Powys » dans les annales qui relèvent sa mort  en 903  tué par « les  Païens » c'est-à-dire les Vikings .
Dans ce contexte Llywelyn ap Merfyn n'est qu'un souverain titulaire qui abandonne ses droits vers 942 à sa fille Angharat ferch Llywelyn lorsqu'elle devient l'épouse de Owain ap Hywel le petit-fils de Cadell ap Rhodri.